# Trachyderma tsunodae
Trachyderma tsunodae är en svampart som först beskrevs av Yasuda ex Lloyd, och fick sitt nu gällande namn av Imazeki 1952. Trachyderma tsunodae ingår i släktet Trachyderma och familjen Ganodermataceae.   Inga underarter finns listade i Catalogue of Life.